# 夜魔俠
夜魔俠是一名出現在漫威漫畫中的虛構超級英雄，本名為馬修·米高·「麥特」·梅鐸。由史丹·李（Stan Lee）及比爾·埃弗維特（Bill Everett）所創作，首次出現於《夜魔俠》第1期（1964年）。
在2011年，IGN的超级英雄票选中，夜魔俠被选为最受喜欢的角色第10名。

## 漫畫歷史
在早期的故事中，夜魔俠基本上和DC漫畫的蝙蝠俠沒有什麼分別。儘管他也經歷了殺父之仇，可是並沒有把這件事情當成太大的負擔，報了仇也就算了，繼續非常單純地把能力用來行善懲惡。故事圍繞着夜魔俠的冒險，對手也都只是一些漫畫式的二流惡棍，偶爾的文戲也就是馬特和好友佛吉·尼爾森還有秘書凱倫·佩吉三人間的小小三角戀情。直到法蘭克·米勒向漫威漫畫要求由他來單獨負責塑造夜魔俠的漫畫故事。
他重新為夜魔俠定下了基調，給了夜魔俠十分現實化的武術和戰鬥場面，並將自己所擅長的嚴肅和黑暗的調子賦予筆下的夜魔俠。米勒對夜魔俠的影響延續了二十多年一直持續到今天。米勒接手夜魔俠的故事之後，這個原本普普通通的角色漸漸有了自己的特色。
米勒將蜘蛛人的敵人之一金霸王變成了夜魔俠的最大死敵，而金霸王在成為夜魔俠的宿敵後也不再只是一個身材粗壯、臂力強悍的普通罪犯，而是成為了一個有心計和氣魄的紐約市黑幫老大，統治著一個巨大的犯罪帝國。從前的敵人靶眼也不再只是一個穿著奇裝異服的超級罪犯，而是一個性格殘忍執著的殺人狂；由於對東方文化的偏愛，米勒引入了美麗又危險的幻影殺手和日本忍者組織「手合會」。這樣的舉動使夜魔俠的世界觀變得更加真實且危險。

## 角色傳記

### 1960年代
麥特·梅鐸是拳擊手傑克·梅鐸的兒子，居住在美國紐約市曼哈頓地獄廚房。傑克向麥特灌輸教育和非暴力的重要性，目的是讓他的兒子成為一個比自己更好的人。在一次從迎面而來的卡車前救下一名盲人的過程中，麥特被從車輛上掉下來的放射性物質弄瞎了雙眼，但這種放射性物質使他剩餘的感官超出了正常人的極限，並賦予了他一種“雷達”感，使他能夠感知周圍物體的形狀和位置。為了養活麥特，父親傑克在修理者-羅斯科·史威尼(Roscoe Sweeney)的要求下重返拳擊界，史威尼是一名著名的黑幫老大，亦是唯一願意跟這位年邁的拳擊手簽約的人。他付錢給傑克，要求他故意輸掉一場比賽。傑克拿了這筆錢，然而，他決定認真戰鬥，最終獲得了勝利。為了報復傑克，修理者的得力助手斯萊德(Slade)在比賽結束後殺死了傑克。得知父親被謀殺並發誓要將修理者這樣的人繩之以法後，麥特穿上由他父親的拳擊長袍製成的黃色和黑色服裝，並利用他超越常人的能力，以義警「夜魔俠」的身份追捕修理者及斯萊德兩人，在追捕兩人的過程中，修理者因心臟病發作而死。斯萊德則被逮捕並判處死刑。
沃利·伍德在#7中讓夜魔俠穿上了他的經典紅色服裝，此期的漫畫故事描繪了夜魔俠與納摩之間的戰鬥，成為了此系列最具代表性的故事之一。
夜魔俠在之後開始了一系列的冒險，對抗貓頭鷹、高蹺人、角鬥士和執法者等惡棍。在#16中，他遇到了蜘蛛人，蜘蛛人在之後成為了夜魔俠最親密的朋友之一。蜘蛛人的一封信無意中暴露了夜魔俠的秘密身份，迫使他採用第三個身份:麥特·梅鐸的雙胞胎兄弟麥克·梅鐸(Mike Murdock)，與嚴肅、勤奮、內向的麥特·梅鐸相比，麥克無憂無慮、俏皮的性格更像夜魔俠。“麥克·梅鐸”的情節是作者用來突出這個角色的準多重人格障礙，但此情節卻讓讀者感到困惑，於是在之後被刪掉了。在#41–42中，夜魔俠偽造了麥克·梅鐸的死，並聲稱他訓練了一個新的夜魔俠代替他。在#47中，麥特捍衛一名遭陷害且曾參與越南戰爭的盲人老兵。史丹·李將其列為他職業生涯中最喜歡的故事之一。
麥特在#57向他的女朋友凱倫·佩吉透露了他的義警身份。然而，這個真相對她來說太過分了，因此與麥特分手。儘管如此，在麥特所有的伴侶中，凱倫對他的愛仍是最持久的那個。

### 1970年代
格里·康維接任了《夜魔俠》#72的編劇，並將此系列加入了科幻元素，塑造出一個以機器人為中心的故事，長期的反派貓頭鷹也配備了具未來感的的武器和車輛。康維還從#86開始將夜魔俠的漫畫故事背景從紐約市搬到了舊金山，讓黑寡婦作為此系列的主角之一。黑寡婦在#81-124中擔任夜魔俠的英雄盟友及情人，其中#93-108的標題改為《夜魔俠與黑寡婦》。
音樂雜誌《滾石》的創辦人兼出版商-詹·維納曾經在《夜魔俠》#100中客串登場。
在#124後，此系列的編劇更改為馬夫·沃夫曼，他把黑寡婦從夜魔俠的故事系列中剔除，並讓夜魔俠回到地獄廚房。沃夫曼迅加入了一名新角色-活潑但情感脆弱的希瑟·格伦(Heather Glenn)，取代黑寡婦作為夜魔俠的新情人。此系列最著名的反派角色之一靶眼也在這段期間首次登場。這期間的故事包括滑稽演員使用電腦生成的影像操縱大眾媒體。
在#144，吉姆·舒特成為編劇，並在#150中介紹了一名新角色帕拉丁。不過編劇很快便換成了羅傑·麥肯齊。
麥肯齊在夜魔俠系列添加了許多恐怖及黑暗的元素，讓夜魔俠呈現出更黑暗的基調。故事情節中，夜魔俠與死亡的化身戰鬥，他的敵人之一死亡跟蹤者被墓碑給插死。麥肯齊創造了一名新角色：一名愛吸煙的《號角日報》記者班·尤瑞克，班在#153–163中推斷出夜魔俠的秘密身份，並讓夜魔俠給他提供幾名地下社會的線人。著名漫畫家法蘭克·米勒也在#158加入此系列的創作。
在之後的故事中，夜魔俠向希瑟·格倫透露了他的身份，並標示自己對希瑟父親的自殺負有部分責任，他們的戀人關係持續了下去，但對他們雙方都越來越有害。儘管黑寡婦在#155-166回歸了，並試圖重新點燃她與夜魔俠的愛火，但馬特最終拒絕了她，繼續和格倫在一起。

### 1980年代
法蘭克·米勒將蜘蛛人的對手之一金霸王成為夜魔俠的最大死敵。並且讓夜魔俠逐漸發展成為一名反英雄。在#181中，夜魔俠將靶眼從高樓上丟下企圖殺死他。當靶眼四肢癱瘓但倖存下來且住在醫院時，夜魔俠闖入他的病房並試圖用槍嚇死靶眼。米勒還將忍者元素帶入了夜魔俠的故事中，編寫了馬特與棍叟及其所帶領的真純會的故事，裩叟在馬特失明後曾經教導過馬特武術，而馬特的前女友艾莉崔曾經是與他們敵對的刺客組織手合會的成員。艾莉崔在#181中被靶眼殺死。
在#191，米勒離開系列之後。丹尼斯·奧尼爾成了此系列的編劇。他讓夜魔俠饒恕靶眼一命，並對他之前兩次試圖殺死他的企圖表示內疚，取消了米勒對他的反英雄發展。米勒之後短暫回歸，與藝術家大衛·馬素奇利在第227–233中製作了廣受好評的“重生”故事情節。故事中，凱倫·佩吉染上了毒癮並成為了色情片演員，她出售夜魔俠的秘密身份以換取買毒品的錢。金霸王獲得了這些資訊，為了報復，精心策劃了一場陷害馬特的案件，讓馬特失去了他的律師執照。最後結局以正向的方式結束，梅鐸與凱倫和他認為已經死去了的母親瑪姬·梅鐸重聚，瑪姬現在是一名修女。
馬特與佩吉共同創立了一家非營利性毒品和法律顧問社，使馬特·梅鐸重返法律界，新反派-傷寒瑪莉
也在這段期間登場。在第262-265期，夜魔俠的生活崩潰，他們的顧問社被毀，佩吉在得知馬特與瑪麗·沃克有染後失蹤，而沃克表示自己為傷寒瑪麗的另一個人格。馬特後來成為了流浪漢。最後，馬特的命運好轉，他回到了地獄廚房，恢復了自我意識，與佛吉·尼爾森和解，並決心尋找失蹤的凱倫·佩吉。

### 1990年代
馬特·梅鐸與佛吉·尼爾森和好後，努力重新贏得凱倫·佩吉的心，並增強了他與地獄廚房的聯繫。夜魔俠不僅對抗超級反派，更致力於保護紐約市民免受普通罪犯甚至簡單事故的傷害。在第297-300期中，夜魔俠重新獲得了他的律師執照，最終將金霸王繩之以法。
法蘭克·米勒在夜魔俠：無畏之人中短暫回歸，此故事回顧並擴大了此角色的起源。包括馬特的父親傑克·梅鐸的生前與死亡的回顧，以及馬特與金霸王和佛吉·尼爾森的第一次相遇。棍叟與馬特的過去以及馬特與艾麗崔的戀情也得到了更多擴展。艾莉崔在第190期復活。在一次戰鬥中受傷的夜魔俠用仿生材料製作了一套更具保護性的服裝：服裝主要為紅色和灰色，肩膀和膝蓋墊上有白色盔甲。改造後的Billy club可以自由切換為雙節棍或長棍. 他的秘密身份被大眾所知曉，導致他偽造自己的死亡，並採用“傑克·巴特林(Jack Batlin)”這個新身份。之後夜魔俠又恢復了他的傳統紅色服裝和馬特·梅鐸的身份。馬特和知道了馬特的雙重身分的佛吉加入了福吉的母親羅莎琳德·夏普(Rosalind Sharpe)經營的一家律師事務所。
在惡魔守護者故事中，夜魔俠被神秘客設計，讓他懷疑一名嬰兒是反基督，馬特經歷了一場信仰危機。隨後凱倫·佩吉被靶眼殺死，馬特感到悲痛不已。最後他揭穿了神秘客的計畫，神秘客自殺，馬特則決定使用凱倫留給他的錢，重新開張尼爾森和梅鐸事務所。超級英雄-回聲也在不久後首次登場。

### 2000年代
《夜魔俠》第二卷,第16–19期中，描述了一名裝扮成夜魔俠的老敵人跳蛙的搶匪在與夜魔俠交手時不甚觸電墜樓而死，班·尤瑞克澤幫助該男子的小孩調查事情真相。
2001年的《夜魔俠：黃》(Daredevil: Yellow)故事透過在凱倫·佩吉死後寫給馬特的信件展示了夜魔俠更多的起源故事。故事描繪了早期馬特和佛吉為追求佩吉而展開的競爭，並融合了《夜魔俠》最早幾期中的許多事件。經典反派貓頭鷹和紫人也在故事中出現。在這個故事中，佩吉為夜魔俠創造了“無畏之人”這個詞，她向夜魔俠建議他穿栗紅色，而不是深紅色和黃色。
第26期中，蜜拉·唐納文登場並與馬特交往，並且在未來會成為馬特的妻子，金霸王再次出現，而聯邦調查局也對夜魔俠的身分展開調查。
之後有人在地獄廚房中偽裝成夜魔俠。馬特後來發現這個冒牌的夜魔俠是他的朋友-丹尼·蘭德，也就是超級英雄-鐵拳俠。

### 2010年代
大事件“影域”中，夜魔俠被手合會的惡魔附身，成為了手合會的領導者。在英雄們消滅了附身於他的惡魔後，馬特離開了紐約。之後，他重新找回了自我，決定讓他的對手生活在他們最黑暗的恐懼中，並返回紐約。
2011 年 7 月，夜魔俠系列推出了第三卷。在首期中，梅鐸不能再擔任審判律師，因為他過去曾被指控為夜魔俠，導致他在法庭上代表的案件變成了媒體焦點。之後，尼爾森和梅鐸法律事務所轉型為諮詢顧問，教客戶如何在法庭上代表自己。夜魔俠加入了新復仇者聯盟，出現在 2010-2013 年新復仇者系列第16-34期中。佛吉在一次事件後開始質疑馬特的理智，導致兩人之間產生了分歧。但他們最終和好了。在第三卷第36期中，馬特被迫公開透露他的夜魔俠身份，導致他再次搬遷到舊金山，並在那裡展開新生活。
之後，馬特返回紐約，他現在在紐約擔任助理地區檢察官。他重新設計他的服裝並收了一個徒弟-山謬·鍾(Samuel Chung)，山謬是一個從小就住在紐約唐人街的無證移民，他的英雄稱號是盲點。後面故事中描述了在舊金山期間，馬特是如何讓世人忘記他的身分，重回紐約的。原來，馬特在舊金山時，從罪犯手中救出了紫人的孩子們，紫人的孩子們使用了一台用來增強紫人的能力的機器，消除了世界對馬特·梅鐸即是夜魔俠的記憶。馬特只有讓佛吉知道他的秘密身份，使他能夠重新擔任紐約律師。馬特利用隨後的法庭案件為超級英雄在法庭上作證建立先例，且無需暴露他們的秘密身份。儘管過程中受到了金霸王的干擾，馬特還是成功地將這一先例提交給了最高法院，以便所有超級英雄在未來的案件中都擁有相同的權利。
在第595期開始，夜魔俠的宿敵金霸王成為了紐約市市長，並開始了一場運動，讓馬特等所謂的義警們成為罪犯。馬特決定推翻金霸王，與此同時，他的盟友們陸續被逮捕。他讓金霸王陷入昏迷，推翻他市長的地位，並釋放他的英雄夥伴，一起阻止了手合會的攻擊。
之後，夜魔俠在打擊犯罪時意外殺死了一名強盜，導致他懷疑自己作為英雄的地位並與蜘蛛人發生衝突。馬特最後放棄了夜魔俠的身分，專注於他的假釋官工作。他覺得夜魔俠不會帶來正義，只會傷害地獄廚房社區。他的服裝卻被幾名試圖取代夜魔俠的義警穿上，最終，馬特穿上黑色的夜魔俠服裝，與占領地獄廚房的暴徒作戰，並篡奪了金霸王對此地區的控制權。

### 2020年代
在拯救了地獄廚房後，夜魔俠讓自己被警方拘留，並表示他想為自己的罪行接受審判，但前提是他的身份永遠不會被透露。他承認殺人，並被判處有期徒刑。在馬特服刑期間，艾麗崔穿上了夜魔俠的服裝，並在馬特的要求下保護了地獄廚房。

## 武器與裝備
夜魔俠通常穿著一個有犄角的頭套，並且在腰間掛着雙節棍。在2003年電影《夜魔俠》中所穿著的衣物均為皮製品。夜魔俠經常拿著一枝名為Billy Club的導盲手杖，在需要時上半部可以變直並分開成雙截棍；Billy Club內設有可伸縮的鋼索鉤爪，讓夜魔俠可以像蜘蛛人般在地獄廚房的高樓大廈之間四處高速移動，而且亦能做出遠距離綑綁對手等制敵手段。下半部則採用了兼具硬度和韌度的材質製作，讓夜魔俠在必要時能展現出不下於美國隊長的投擲技藝，像是彈跳攻擊、連續打擊或飛擲彈射短棍攻擊對手背後。

## 能力
夜魔俠並不像漫威宇宙的其他超級英雄一樣擁有強大的攻擊力，而是透過訓練來使他的體能達至人體潛力的極限。
夜魔俠經過棍叟的嚴格訓練和修行後精通各種格鬥技巧，創造出融合了忍術、合氣道、柔道、空手道、功夫、東南亞武術、巴西戰舞、摔跤、棍棒格鬥和拳擊的混合武術，尤其擅長使用雙節棍戰鬥。夜魔俠能夠以忍者般的身手及利用Billy Club使出跟蜘蛛人一樣的移動手段，相結合的獨特動作能夠充分地發揮出自己的體操能力。
夜魔俠擁有異於常人的聽覺、觸覺、味覺和嗅覺，其雙耳能夠接收不同的振波去斷定一件物件的位置和準確地估計出物件的移動軌跡，類似於蝙蝠的迴聲定位能力。夜魔俠亦可以檢測1分貝內的聲壓變化和聽到人們在隔音房間內的對話，亦能聽到20英呎（6.1米）距離內的目標人物的心跳聲並能通過監聽心跳聲的節奏來檢測他們是否在說謊，但如果對方使用心臟起搏器或能自己控制心跳的話就會混淆他的判斷。
其觸覺能夠感受細微的溫度和壓力的變化，亦能通過觸摸來閱讀普通刊物。他可以檢測到5英呎（1.52米）距離內的人體所散發的熱量和氣流，借此判斷檢測對象是否存活。
在50英呎（15.2米）距離內，無論對方怎麼掩飾他的自然氣味，夜魔俠都可以識別出並通過氣味進行追蹤。但是過於強烈的聲音或氣味會暫時削弱他的雷達感。
其味覺非常清晰，能夠清楚地數出餅乾上的鹽粒的數量。例如食品或飲料中的某種成分超過20毫克，他都能夠準確分辨出來。
馬特·梅鐸亦是一位經驗十分豐富且受人尊敬的律師，亦是一名熟練的偵探、追蹤者和審訊專家，還是一名專業的射手。

## 其他媒體

### 影集
2013年11月6日，漫威宣佈將與Netflix一同在2015年合作推出以夜魔俠、铁拳侠、盧克·凱奇、潔西卡·瓊斯以及英雄團體「捍衛者聯盟（The Defenders）」為主角的5部影集，並與漫威電影宇宙系列共享連動性。根據官方稍早發布的進一步消息，這系列作品將於近期以紐約為舞台開始進行拍攝，首先開拍的將會是夜魔俠的影集。2014年5月27日，宣布由查理·考克斯飾演夜魔俠。於2015年4月10日在Netflix首播。
2017年8月18日推出《捍衛者聯盟》，故事發生在《夜魔俠》第二季故事幾個月後、以及《鐵拳俠》故事的一個月後，夜魔俠與潔西卡·瓊斯、盧克·凱奇和鐵拳俠聯合對抗手合會。
- 漫威電影宇宙：由查理·考克斯飾演馬修·梅鐸（英语：Matthew Michael "Matt" Murdock）。
  - 《夜魔俠》（2015-2018年）
  - 《捍衛者聯盟》（2017年）
  - 《律師女浩克》（2022年）
  - 《迴聲》（2024年）[4]：未掛名客串。
  - 《夜魔俠：重生》第一季（2025年）
  - 《夜魔俠：重生》第二季（2026年）

### 電影
- 《無敵浩克的審判（The Trial of the Incredible Hulk）》（1989年）：由雷克斯·史密斯（英语：Rex Smith）飾演。

2003年，夜魔俠首次被改編成真人版電影，由二十世纪福克斯發行。主要講述夜魔俠的誕生及夜魔俠對付其最大死敵金霸王的故事。由班·艾佛列克飾演夜魔俠，珍妮佛·嘉納飾演幻影殺手。可惜在電影上映後接二連三地接獲負評，票房收入亦不理想。由於電影不成功，加上夜魔俠的版權快將到期，發行商被逼要採取「重拍」行動。本來已經物色導演與編劇，但電影遲遲未曾開拍，所以原著漫畫公司決定永久收回其角色版權。後來在2005年電影《幻影殺手》的導演剪輯版中，班·艾佛列克再次於夢境中飾演夜魔俠。
- 夜魔俠電影系列：由班·艾佛列克飾演。
  - 《夜魔俠》（2003年）
  - 《幻影殺手》（2005年）：於夢境中客串。

2013年11月，華特迪士尼公司的行政總裁羅伯特·艾格表示，如果夜魔俠的影集能成功，「那就有可能推出電影」。
- 漫威電影宇宙：由查理·考克斯回歸飾演馬修·梅鐸（英语：Matt Murdock (Marvel Cinematic Universe)）。
  - 《蜘蛛人：無家日》（2021年）：客串。

### 遊戲
- 《漫威英雄 Online》：玩家創角時可選擇夜魔俠為遊戲角色，或另付費購買。
- 《漫威：未來之戰》：手機遊戲，夜魔俠是玩家可使用角色之一。
- 《漫威超級戰爭》
- 《漫威：未來革命》

## 主要對手
- 靶眼
- 角鬥士
- 手合會
- 滑稽演員（英语：Jester (Marvel Comics)）
- 幻影殺手
- 金霸王
- 恐懼先生（英语：Mister Fear）
- 貓頭鷹（英语：Owl (Marvel Comics)）
- 紫人
- 高蹺人（英语：Stilt-Man）
- 傷寒瑪莉（英语：Typhoid Mary (comics)）

## 外部連結
- （英文） 夜魔俠 （页面存档备份，存于） at the Marvel Universe wiki